# Vitaliano Brancati
Vitaliano Brancati (Pachino, 24 luglio 1907 – Torino, 25 settembre 1954) è stato uno scrittore, sceneggiatore, drammaturgo, giornalista e docente italiano.

## Biografia
Nato a Pachino, in provincia di Siracusa, il 24 luglio 1907 in una famiglia di cultura letteraria - sia il nonno sia il padre erano stati autori di novelle e di poesie - compì gli studi inferiori a Modica, dove visse dal 1910 al 1919, e quelli superiori a Catania, ove si trasferì con la famiglia nel 1920. Nella città etnea frequentò la Facoltà di Lettere presso la locale università, laureandosi nel 1929 con una tesi su Federico De Roberto; anni dopo insegnò brevemente a Caltanissetta, nell'Istituto Magistrale. Nel periodo catanese della sua formazione, Brancati fondò la rivista Ebe, pubblicandovi poesie, di tono crepuscolare; e collaborò con assiduità a Il Giornale dell'Isola.
Dal principio degli anni 1930 si trasferì a Roma, ove, oltre a insegnare, iniziò l'attività di giornalista, dapprima per il quotidiano Il Tevere e per Critica fascista;  in seguito, per il settimanale letterario Quadrivio, del quale divenne redattore capo per breve periodo, tra il 1933 e il 1934. La sua formazione giovanile era stata a lungo segnata da un approccio esistenziale irrazionalista, che entrò in crisi quando a Roma iniziò a frequentare intellettuali crociani ed artisti "di fronda" al fascismo (come Leo Longanesi).

### Le opere di regime e la crisi politica
La sua attività letteraria iniziò con opere "di regime", animate da intenti propagandistici di stampo fascista: non tanto il dramma Fedor (1928), elaborato in una prosa con accenti lirici affini ai toni del Crepuscolarismo, ma i drammi Everest (del 1931) e Piave (del 1932) e, soprattutto, il romanzo L'amico del vincitore. Nel 1934 pubblicò il romanzo Singolare avventura di viaggio, ove appaiono per la prima volta, nello svolgersi di un rapporto sentimentale tra cugini,  temi legati all'erotismo. Quest'opera, ritenuta oscena e sottoposta dall'autoritario regime politico a censura, fu ritirata con rapidità dal commercio, innescando in Brancati una profonda crisi di ripensamento dei propri valori la quale lo avviò, nel giro di qualche tempo, al superamento dell'ideologia fascista.
Stabilito contatto con Corrado Alvaro, Alberto Moravia, Leo Longanesi e altri giovani e brillanti scrittori di quel periodo, proprio nel 1934 Brancati maturò la sua crisi esistenziale e politica, distaccandosi dalla posizione di intellettuale organico al regime, col disconoscimento di tutti i propri anteriori scritti. Di ritorno a Catania, si dedicò all'insegnamento e al contempo collaborò al settimanale Omnibus di Leo Longanesi fino al 1939, quando la rivista fu soppressa dal regime fascista. Nel 1943 le sue corrispondenze per Omnibus furono raccolte nel volume I piaceri.

### Il nuovo periodo letterario
Si dedicò all'insegnamento fino al 1941, anno in cui tornò a Roma e pubblicò Gli anni perduti, da lui considerato il suo primo romanzo genuino, a carattere comico-simbolico, ispirato a Gogol' e a Cechov, ove si avverte netto il distacco dall'ideologia fascista, le cui illusorie mitologie ormai suscitano a Brancati solo ilarità. Seguirono i romanzi di maggior successo come Don Giovanni in Sicilia, pubblicato nel 1941, il racconto tragicomico di un'impotenza sessuale Il bell'Antonio nel 1949 e il romanzo rimasto incompiuto e pubblicato postumo (1955), Paolo il caldo, storia di un'ossessione erotica alla quale si intreccia una lucida analisi del costume politico e culturale del dopoguerra.

### Il matrimonio
Nel 1942 conobbe, al teatro dell'Università, l'attrice Anna Proclemer con la quale iniziò una relazione; si sposarono nel 1947. La coppia ebbe una figlia, Antonia (nata nel 1947).

### Il cinema, il teatro e la censura
(Leonardo Sciascia)
Nel 1951 Brancati scrisse la sceneggiatura dei film Signori, in carrozza! e L'arte di arrangiarsi, diretti da Luigi Zampa, nel 1952 di Altri tempi, con la regia di Alessandro Blasetti, nel 1951 di Guardie e ladri di Mario Monicelli, nel 1954 di Dov'è la libertà...? e Viaggio in Italia, con la regia di Roberto Rossellini.
Da alcune sue opere narrative furono tratti film. Il primo fu Anni difficili (1947) di Luigi Zampa, tratto dalla novella Il vecchio con gli stivali (1945) e per il quale lo stesso Brancati collaborò alla sceneggiatura. Il film diede inizio a un filone di satira politica che fu inizialmente osteggiato dalla censura. Nel 1960 dall'omonimo romanzo fu tratto il film Il bell'Antonio del regista Mauro Bolognini, con Marcello Mastroianni e Claudia Cardinale e nel 1973 Paolo il caldo, diretto da Marco Vicario e interpretato da Giancarlo Giannini e Ornella Muti.
Nel 1952 la censura vietò la rappresentazione di un dramma di Brancati, La governante, che tratta di un'omosessualità femminile. Nello stesso anno lo scrittore, prendendo spunto dal divieto di rappresentare il suo lavoro teatrale, scrisse un pamphlet dal titolo Ritorno alla censura nel quale sostenne i diritti del teatro ad esprimersi e dove ripropose la sua poetica del comico ispirata a un forte realismo classico.
In questo periodo collaborò con L'Europeo di Arrigo Benedetti e con Il Tempo di Renato Angiolillo. Partecipa a un congresso per la libertà a Parigi e manifesta la sua avversità nei confronti di ogni dittatura, sia di destra sia di sinistra.

### La separazione e la morte

Vitaliano Brancati nella primavera 1954

Separatosi dalla moglie nel 1953, Vitaliano Brancati morì il 25 settembre 1954, in seguito all'operazione eseguita a Torino da un chirurgo di chiara fama, il professor Achille Mario Dogliotti. L'operazione aveva lo scopo di asportare una cisti dermoide a carattere benigno che Brancati portava fin dalla nascita e che si era ingrossata a dismisura, ma il suo cuore non resse all'anestesia.

## Produzione letteraria
Brancati si impose all'attenzione della critica e del pubblico nel 1941, con Don Giovanni in Sicilia, edito, per volontà di Leo Longanesi nella prestigiosa collana Il Sofà delle Muse. Don Giovanni non è altro che sensualità fantasticata, anziché vissuta, è ossessione a suo modo sentimentale e tutt'al più l'ipostasi smaniosa d'una sorta d'inibizione già pronta a trasferirsi dal piano psicologico della timidezza di Giovanni Percolla a quello fisiologico dell'impotenza del protagonista di Il Bell'Antonio;  così, in un sentimentalismo di fondo camuffato di sensualità (e l'ironia e la comicità derivano proprio da tal contrasto), Brancati fissa nelle sue pagine l'umanità dei suoi Don Giovanni, senza pretendere, con ciò, di darci la storia, bensì solo la favola della sua provincia: "una mitologia del costume siciliano fuori del tempo" (Mario Pomilio).

### Don Giovanni in Sicilia
In questo romanzo lo scrittore descrive un aspetto della vita in una grossa città siciliana - Catania - che fa da vivace sfondo alla vita di giovani benestanti sempre in cerca di avventure amorose e che trascorrono il tempo a immaginare avventure erotiche e viaggi in celebri luoghi che si concludono sempre in modo deludente. Vengono narrate avventure e sogni del protagonista Giovanni Percolla dall'infanzia fino all'età adulta, quasi sempre in compagnia degli amici Muscarà e Scannapieco.
Il terzetto è, come in una vorticosa passione, continuamente alla ricerca di piacere che solo l'abito femmineo può dare. All'intera vicenda può essere data una lettura "kierkegardiana", poiché come nel pensiero del filosofo danese, nell'opera di Brancati vi è un salto dalla "vita estetica" a quella "etica", il tutto provocato dalla disperazione. Infatti Giovanni, divenuto adulto, conosce Ninetta, donna alla quale decide di consacrare la propria esistenza spinto dalla coscienziosa consapevolezza della futilità della vita condotta fino ad allora. Sarà la vita di Milano a permettere poi a Giovanni di saltare dalla dimensione estetica a quella etica.
Si tratta a prima vista di un quadro ironico e divertente della provincia italiana dove vengono messe in evidenza le velleità maschiliste, i vagheggiamenti erotici e tutte quelle forme di megalomania che vanno sotto il nome di gallismo. In realtà l'opera va oltre la dimensione provinciale che viene assunta da Brancati come esempio della società italiana del tempo, piena di faciloneria, velleitarismo e sogni di grandezza. Brancati crea delle macchiette nascondendo una vocazione di saggista e di osservatore attento degli atteggiamenti degli uomini in un preciso contesto storico. Lo stile dell'opera è scanzonato e beffardo, la scrittura agilissima e pervasa di sana e vigorosa sensualità.
«Don Giovanni in Sicilia fu scritto nel '40, e sta a rappresentare il momento di maggiore agevolezza e libertà d'ispirazione incontrato dal Brancati». È il libro della profonda acquisizione della coscienza antifascista. Facendo intravedere nel fascismo e nel gallismo «due manifestazioni di un medesimo costume, l'autore colpisce con la sua satira e l'uno e l'altro».

### Il bell'Antonio
Gli anni che trascorsero tra il Don Giovanni e Il bell'Antonio non furono anni facili, ma Brancati, appena fu possibile, riprese a pubblicare bozzetti, racconti, composizioni teatrali, trovandosi trasportato dalla satira politica. Con Il bell'Antonio, pubblicato nel 1949, lo scrittore riprende i motivi del Don Giovanni producendo un romanzo corale: nel descrivere un ambiente cittadino effettivamente riconoscibile nella Catania di quegli anni, delinea un contesto che assomiglia a una grande commedia antica e che rappresenta, in fatto di "orchestrazione", un grande progresso nei confronti del Don Giovanni. Per il Bell'Antonio, Brancati riceverà, nel 1950 il Premio Bagutta.

### Paolo il caldo
Nel 1955, un anno dopo la morte, venne pubblicato il romanzo Paolo il caldo. La sua pubblicazione era stata autorizzata dall'autore in una nota scritta due giorni prima di morire nella quale avvertiva che il libro era rimasto incompiuto degli ultimi due capitoli. Nonostante il romanzo ci sia pervenuto non concluso, si avverte subito che esso non è inferiore ai precedenti e soprattutto che l'idea della vita, in esso espressa, è profondamente cambiata da quella che animava i romanzi precedenti.
Se nel Don Giovanni lo slancio sensuale era pieno di allegria e nel Bell'Antonio la vicenda aveva ancora una sostanziale intonazione burlesca, nel Paolo il Caldo le cose cambiano e la sensualità di Paolo Castorini ha qualcosa di ossessivo e tragico. Anche in questo romanzo la forma è limpidissima anche se si nota, al confronto con gli altri due libri, una maggiore propensione all'analisi e al discorso indiretto.

## Il mondo dei romanzi
Il mondo davanti al quale ci pone Brancati è un mondo morale concreto e organico dal quale egli contempla e giudica gli uomini che lo circondano facendo così nascere la sua satira politica e quella della vita provinciale. Il mondo appare così dominato da personaggi dalla testa vuota, vanagloriosi seduttori di donne e di imperi che appartengono alla schiera dei vanitosi, prepotenti e oppressori, sia in politica che in amore.
Brancati, che si è sviluppato come scrittore nel periodo che va dal 1930 al 1942, trae questa visione del mondo dalla sua esperienza di uomo, nato e vissuto nel Ventennio fascista, in un periodo decisivo della vita italiana fatto di esaltazioni e speranze deluse. Dalla Sicilia Brancati riesce a trarre non solo la forza della concretezza artistica, ma anche a rompere con gli schemi letterari e culturali di Verga e Pirandello.

## Opere

### Romanzi
- L'amico del vincitore, Milano, Ceschina, 1932.
- Singolare avventura di viaggio, Milano, A. Mondadori, 1934.
- Gli anni perduti, Firenze, Parenti, 1941.
- Don Giovanni in Sicilia, Milano-Roma, Rizzoli, 1941.
- Il bell'Antonio, Milano, Bompiani, 1949.
- Paolo il caldo, Milano, Bompiani, 1955.

### Raccolte di racconti
- Sogno di un valzer, in "Quadrivio", 6 giugno-14 agosto 1938.
- In cerca di un sì, Catania, Studio Editoriale Moderno, 1939.
- Il vecchio con gli stivali, Roma, L'Acquario, 1945.
- I fascisti invecchiano, Roma-Milano, Longanesi, 1946.
- Il borghese e l'immensità. Scritti 1930-1954, a cura di Sandro De Feo e Gian Antonio Cibotto, Milano, Bompiani, 1973.
- Sogno di un valzer e altri racconti, a cura di Enzo Siciliano, note di R. Verdirame, Milano, Bompiani, 1982, ISBN 978-88-452-0792-1.
- Tutti i racconti, Introduzione e cura di Domenica Perrone, Milano, Bompiani, 1994, ISBN 978-88-452-2276-4; Collana Oscar Scrittori Moderni n.1803, Milano, Mondadori, 2002, ISBN 978-88-045-0811-3.

### Saggistica
- I piaceri (parole all'orecchio), Milano, Bompiani, 1943.
- Le due dittature, Roma, Associazione Italiana Per La Libertà Della Cultura, 1952.
- Ritorno alla censura. La Governante, Bari, Laterza, 1952.
- Diario romano, a cura di S. De Feo e G.A. Cibotto, Milano, Bompiani, 1961.

#### Plaquette
- I piaceri del discorrere sulla donna, Quaderni di prosa e di invenzione, Milano, Henry Beyle, 2012, ISBN 978-88-976-0814-1.
- Piccolo dizionario borghese, Milano, Henry Beyle, 2014, ISBN 978-88-976-0888-2.
- I piaceri della tavola, Milano, Henry Beyle, 2014, ISBN 978-88-976-0857-8.

### Drammaturgie
- Fedor. Poema drammatico, Catania, Studio Editoriale Moderno, 1928.
- Everest. Mito in un atto, Catania, Studio Editoriale Moderno, 1931.
- il viaggiatore dello sleeping n.7 era forse Dio?; nel "Convegno" del 1932.
- Piave. Dramma in quattro atti, Milano, A. Mondadori, 1932.
- Questo matrimonio si deve fare (prima edizione ne Il Convegno, maggio 1938).
- Le trombe di Eustachio (prima edizione in Scenario, febbraio 1942).
- Don Giovanni involontario, commedia in tre atti (1943), "Le Maschere", 1945
- La governante. Commedia in tre atti, Bari, Laterza, 1952.
- Teatro, Milano, Bompiani, 1957. [per volontà di Brancati, dall'edizione delle sue opere teatrali vennero espunte quelle fasciste, anteriori al 1934][9]

### Epistolari
- V. Brancati-Anna Proclemer, Lettere da un matrimonio, Milano, Rizzoli, 1978. - Prefazione di Enzo Siciliano, Collana 900 italiano, Firenze, Giunti, 1995, ISBN 978-88-092-0685-4.
- Lettere al direttore, Collana I grandi tascabili, Milano, Bompiani, 1995, ISBN 978-88-452-2491-1.
- Carteggio 1952-1954, Roma, Edizioni di Storia e Letteratura, 2024, ISBN 978-88-935-9948-1.

### Raccolte complessive
- Romanzi e saggi, a cura di M. Dondero, Collezione I Meridiani, Milano, Mondadori, 2003, ISBN 978-88-045-1358-2.
- Racconti, teatro, scritti giornalistici, a cura di M. Dondero, Collezione I Meridiani, Milano, Mondadori, 2003, ISBN 978-88-045-1357-5.
- Opere 1934-1946, Collana Nuovi classici, Milano, Bompiani, 1987, ISBN 978-88-452-0283-4. [esaurito]
- Opere 1947-1954, Collana Nuovi classici, Milano, Bompiani, 1992, ISBN 978-88-452-1919-1. [esaurito]

## Filmografia

### Sceneggiatore
- La bella addormentata, regia di Luigi Chiarini (1942)
- Don Cesare di Bazan, conosciuto anche come La lama del giustiziere, regia di Riccardo Freda (1942)
- Gelosia, regia di Ferdinando Maria Poggioli (1942)
- Enrico IV, regia di Giorgio Pàstina (1943) – non accreditato
- Fatalità, regia di Giorgio Bianchi (1947)
- Anni difficili, regia di Luigi Zampa (1948)
- Fabiola, regia di Alessandro Blasetti (1949)
- È primavera..., regia di Renato Castellani (1950)
- È più facile che un cammello..., regia di Luigi Zampa (1950)
- L'edera, regia di Augusto Genina (1950)
- Vulcano, regia di William Dieterle (1950)
- Tre storie proibite, regia di Augusto Genina (1951)
- Signori, in carrozza!, regia di Luigi Zampa (1951)
- Guardie e ladri, regia di Mario Monicelli e Steno (1951)
- Buon viaggio, pover'uomo, regia di Giorgio Pàstina (1951)
- Altri tempi, regia di Alessandro Blasetti (1952)
- Viaggio in Italia, regia di Roberto Rossellini (1953)
- L'uomo, la bestia e la virtù, regia di Steno (1953)
- Anni facili, regia di Luigi Zampa (1953)
- Questa è la vita, regia di Luigi Zampa, episodio La patente (1954)
- Dov'è la libertà...?, regia di Roberto Rossellini (1954)
- Orient Express, regia di Carlo Ludovico Bragaglia (1954)
- L'arte di arrangiarsi, regia di Luigi Zampa (1954)
- Vacanze d'amore (Village magique), regia di Jean-Paul Le Chanois (1954)

## Film tratti dalle sue opere
- Il bell'Antonio, regia di Mauro Bolognini (1960)
- Don Giovanni in Sicilia, regia di Alberto Lattuada (1967)
- Paolo il caldo, regia di Marco Vicario (1973)
- La governante, regia di Giovanni Grimaldi (1974)

## Televisione
- Questo matrimonio si deve fare, regia di Claudio Fino – sceneggiato TV, trasmesso il 23 luglio 1971.
- Don Giovanni in Sicilia, regia di Guglielmo Morandi – sceneggiato TV,  trasmesso dal 2 al 16 gennaio 1977.
- Le nozze difficili, regia di Aldo Grimaldi – prosa TV, trasmessa dal Canale 1 il 21 giugno 1977.
- La governante, regia di Giorgio Albertazzi – prosa TV, trasmessa il 14 ottobre 1978.
- Il bell'Antonio, regia di Maurizio Zaccaro – miniserie TV (2005)